# Eime (île)
Eime  est une île inhabitée de la commune de Kvitsøy, dans le comté de Rogaland en Norvège, dans la mer du nord.

## Description
L'île de 0,17 km2 est située dans la partie la plus orientale de l'archipel, ainsi qu'un certain nombre d'îlots et de récifs plus petits.
Eime est désignée réserve naturelle depuis le 7 mai 1982. Le but de la protection est de protéger les oiseaux de mer et leurs aires de reproduction, ainsi que les plantes et les animaux indigènes de l'île en général. Du 15 avril au 1er août de chaque année, il y a une interdiction d'entrée. De plus, la zone autour de l'île fait partie de la réserve naturelle Heglane og Eime.